# Enock - Kamp og Kærlighed
|  | Denne artikel er oprettet af botten Steenthbot ud fra en ekstern database. Den kan derfor have sproglige fejl eller mangler. Denne skabelon kan fjernes efter kontrol af indholdet. |

Enock - Kamp og Kærlighed er en dansk dokumentarfilm fra 2023 instrueret af Mikkel Keldorf.

## Handling
Med blod, sved og tårer har Danmarks store boksehåb, Enock Mwandila Poulsen, kæmpet sig hele vejen til Europamesterskaberne. Men da det store gennembrud står for døren, bliver den ubesejrede stjernebokser sendt til tælling af en alvorlig knæskade, der udskyder kampen på ubestemt tid. Frataget muligheden for at gøre det, han elsker, befinder Enock sig i et dybt hul, da et lys åbenbarer sig.
”Enock – Kamp & Kærlighed” er en fascinerende fortælling om en elitesportsmands kamp for at opnå sin drøm, hvad end det kræver. For til sidst at opdage, at selv den stærkeste kriger ikke kan kæmpe alene.

## Medvirkende
- Enock Mwandila Poulsen